# 嚴弘吉
嚴弘吉（韓語：엄홍길，1960年9月14日—），生於韓國慶尚南道固城郡，為韓國著名登山家，為亞洲首位、世界第八位完登14座八千公尺以上山峰的登山家。

## 登山歷程
嚴弘吉早期曾登頂南美洲最高峰阿空加瓜山數次。1985年9月，嚴弘吉首次嘗試攀登珠穆朗瑪峰，但嘗試失敗，隨後於1988年9月再次嘗試，並成功登頂，開啟14座八千公尺以上高山的挑戰。於2001年9月登頂希夏邦馬峰，以將近13年的時間完登14座八千公尺以上高山。完登之後，於2002年與2003年兩度攀登珠穆朗瑪峰，完成南、北兩條攀登路線，共三次登上珠穆朗瑪峰，並於2004年攀登金城章嘉峰西峰（Yalunkang Mountain），2007年攀登洛子峰東副峰（Lhotse Shar）等兩座8000公尺以上山峰。另外，於2007年12月13日登頂南極洲最高峰文森山。

### 登頂一覽表

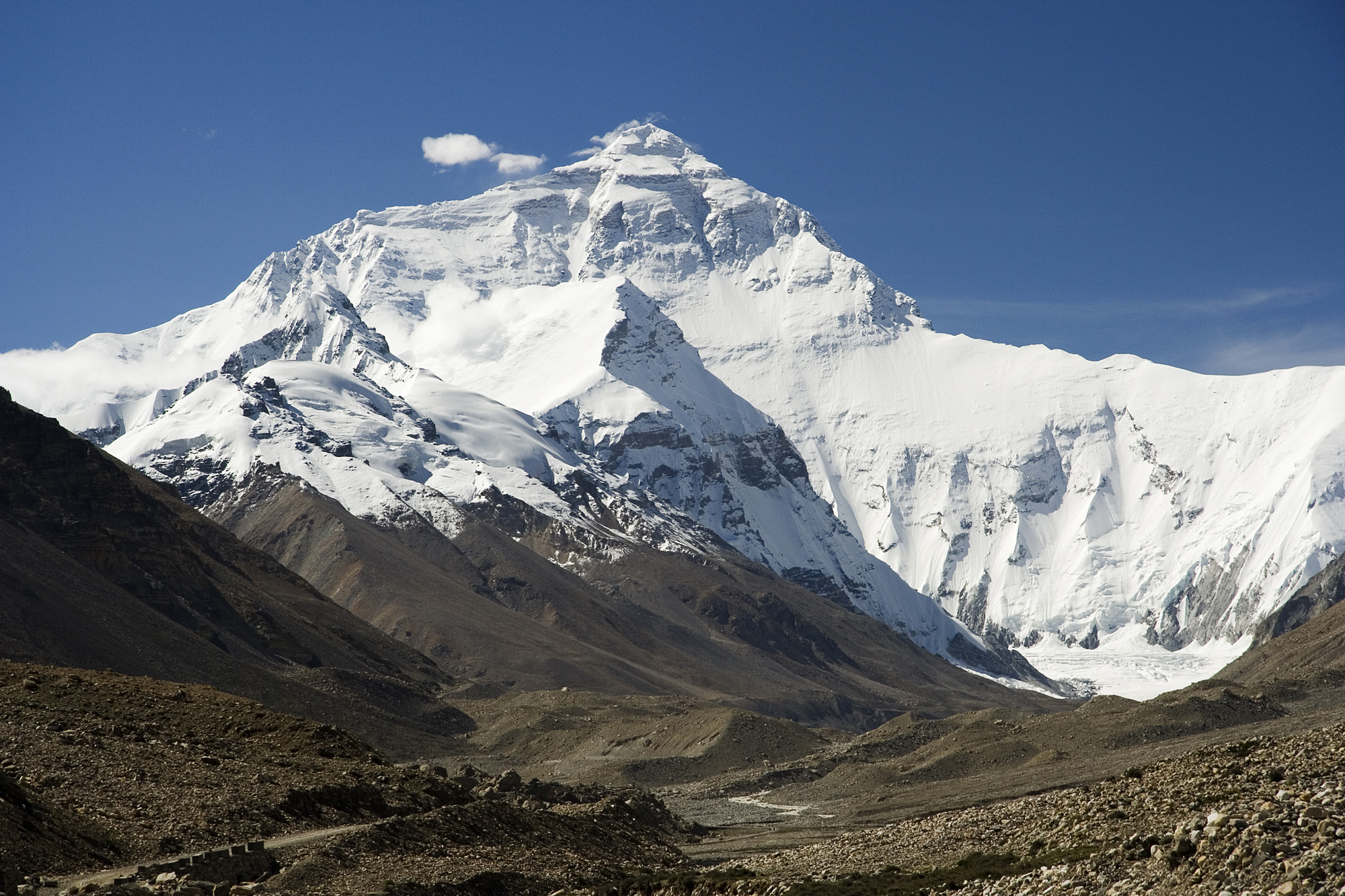
嚴弘吉共成功登頂珠穆朗瑪峰三次

| 山名             | 海拔（公尺）（排序） | 位置          | 登頂日期      |
| ---------------- | -------------------- | ------------- | ------------- |
| 珠穆朗瑪峰       | 8848（1）            | 中國/尼泊爾   | 1988年9月26日 |
| 卓奧友峰         | 8201（6）            | 中國/尼泊爾   | 1993年9月10日 |
| 希夏邦馬峰中央峰 | 8008                 | 中國          | 1993年9月29日 |
| 馬卡魯峰         | 8463（5）            | 中國/尼泊爾   | 1995年5月8日  |
| 布洛阿特峰       | 8047（12）           | 中国/巴基斯坦 | 1995年7月12日 |
| 洛子峰           | 8516（4）            | 中國/尼泊爾   | 1995年10月2日 |
| 道拉吉里峰       | 8167（7）            | 尼泊爾        | 1996年5月1日  |
| 馬納斯盧峰       | 8163（8）            | 尼泊爾        | 1996年9月27日 |
| 加舒爾布魯木I峰  | 8068（11）           | 中國/巴基斯坦 | 1997年7月9日  |
| 加舒爾布魯木II峰 | 8035（13）           | 中国/巴基斯坦 | 1997年7月16日 |
| 安納布爾納峰     | 8091（10）           | 尼泊爾        | 1999年4月29日 |
| 南迦帕爾巴特峰   | 8126（9）            | 巴基斯坦      | 1999年7月12日 |
| 金城章嘉峰       | 8586（3）            | 印度/尼泊爾   | 2000年5月19日 |
| K2峰             | 8611（2）            | 中國/喀什米爾 | 2000年7月31日 |
| 希夏邦馬峰主峰   | 8027（14）           | 中國          | 2001年9月21日 |
| 金城章嘉峰西峰   | 8505                 | 尼泊爾        | 2004年        |
| 洛子峰東副峰     | 8400                 | 中國/尼泊爾   | 2007年5月31日 |

## 與臺灣的互動

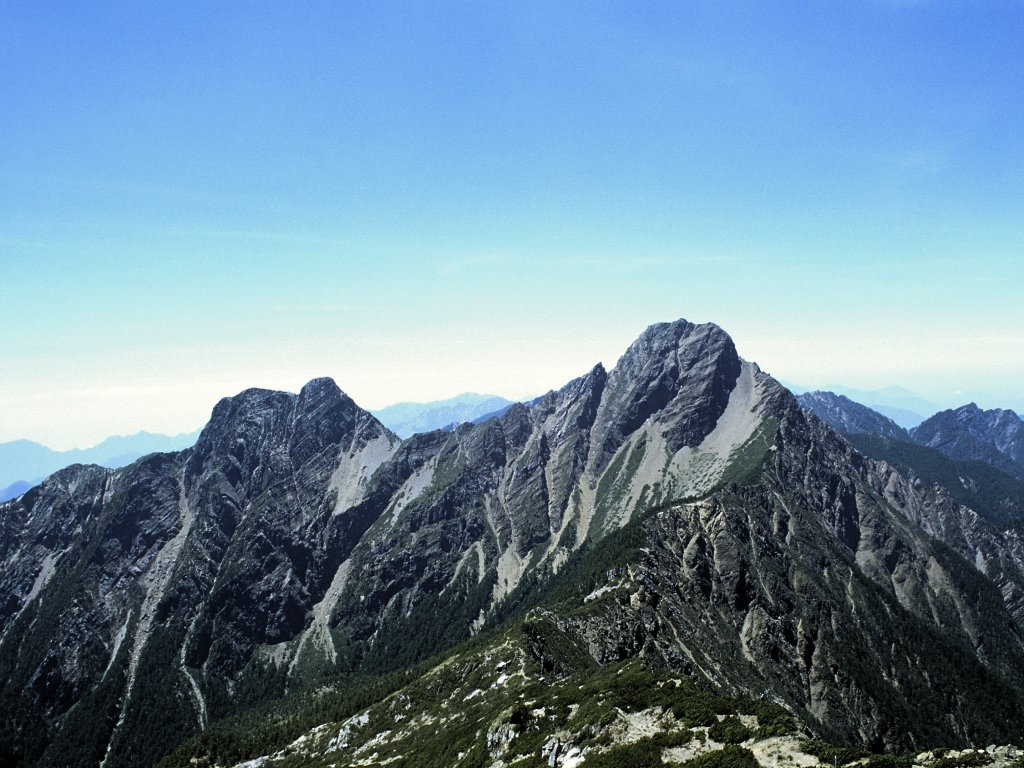
嚴弘吉於2008年來臺攀登玉山

嚴弘吉曾於2008年1月受臺灣交通部觀光局之邀，任臺灣玉山的宣傳大使，並邀約共同攀登玉山，同年5月，嚴弘吉與韓國登山聯合會及記者共九人來臺，與臺灣首位登頂珠穆朗瑪峰的女性登山家江秀真、中華民國山岳協會國際組組長陳劉茂松、中華民國登山健行會理事胡瑞發等人共同攀登玉山。
2012年5月，嚴弘吉二度來臺，與中華民國山岳協會理事長等人攀登雪山。

## 展覽館
於嚴弘吉的故鄉，韓國慶尚南道固城郡，設有嚴弘吉展覽館，主要設立目的為呈現嚴弘吉艱辛的攀登過程，以及勉勵年輕人要具有挑戰大自然的勇氣和力量。整個展覽館共分為5區，各展區之展示內容如下：
- 第一區：描述嚴弘吉的成長過程
- 第二區：喜馬拉雅山脈的地質、地形、氣候等概況
- 第三區：攀登16座八千公尺以上高山的過程
- 第四區：喜瑪拉雅山的登山知識，包括危險性、裝備、緊急應變等
- 第五區：介紹固城郡十大名山、販賣紀念品等[9]

## 外部連結
- 嚴弘吉基金會（韓文）（页面存档备份，存于）
- 嚴弘吉官方網站（韓文）（页面存档备份，存于）